# Krallice
A Krallice amerikai black metal együttes. 2007-ben alakult New Yorkban. Colin Marston, Mick Barr, Nick McMaster és Lev Weinstein alapították. A zenekar experimental/technikás black metalt játszik. Zenei hatásaiknak a Burzum, Gorgoroth és Ulver együtteseket tették meg. A Pitchfork a Weakling és a Wolves in the Throne Room együttesekhez hasonlította őket.

## Tagok
- Mick Barr – ének, gitár
- Colin Marston – gitár
- Lev Weinstein – dob
- Nick McMaster – basszusgitár, ének

## Diszkográfia
- Krallice (album, 2008)
- Dimensional Bleedthrough (album, 2009)
- Diotima (album, 2011)
- Years Past Forgotten (album, 2012)
- Ygg huur (album, 2015)
- Prelapsarian (album, 2016)
- Loüm (album, 2017)
- Go Be Forgotten (album, 2017)
- Mass Cathexis (album, 2020)
- Demonic Wealth (album, 2021)

## Egyéb kiadványok
- Orphan of Sickness (EP, 2011)
- Hyperion (EP, 2016)
- Wolf (EP, 2019)
- The Wastes of Time (válogatáslemez, 2019) [3]